# 2014年巴楚县暴力恐怖袭击事件
2014年巴楚县暴力恐怖袭击事件，是指于2014年10月12日发生在中华人民共和国新疆维吾尔自治区南部巴楚县的一宗袭击事件。
中国大陆媒体并未独立报道此事件，直至10月底有大陆媒体的海外版开始援引海外媒体的报道。据中国大陆以外的媒体报道，该事件导致18名警察和平民死亡，4名武装分子被当场击毙，另有数十人受伤。

## 过程
据报道，2014年10月12日上午约10时半，四名来自阿克萨克马热勒镇的约25至30岁的男子分乘两部电单车抵达农贸市场，其中2人袭击街上巡逻的警察，另2人袭击正要进入市场开铺的汉族商户。武装分子携带砍刀和爆炸物进行袭击，导致18名警察和商贩死亡，四名武装分子被警察击毙，另有几十人受伤。
该市场大部分商户都是汉族人，袭击者确保行动时没有维吾尔顾客在市场。袭击发生后，巴楚县安保措施升级，肇事地点邻近地区图木舒克市进入红戒备状态，派出所举行紧急会议，准备任何可能性的袭击。